# Émile Jean
Émile Jean (Trois-Rivières, 21 oktober 1993) is een Canadees wielrenner die anno 2018 rijdt voor Silber Pro Cycling.

## Carrière
In 2011 werd Jean nationaal kampioen op de weg bij de junioren, door Elliot Doyle en Frédéric Cossette in een sprint voor te blijven. Later dat jaar nam hij deel aan de wegwedstrijd op het wereldkampioenschap, maar reed deze niet uit.
In 2017 won Jean de tweede etappe in de Grote Prijs van Saguenay, voor Stephen Bassett en Guillaume Boivin. Vijf dagen later won hij de eerste etappe in de Ronde van Beauce, waar hij Ian Garrison versloeg in een sprint-à-deux. De leiderstrui dei hij daaraan overhield raakte hij een dag later kwijt aan Keegan Swirbul.

## Overwinningen
2011
 Canadees kampioen op de weg, Junioren
2017
2e etappe Grote Prijs van Saguenay
1e etappe Ronde van Beauce

## Ploegen
- 2012 –  Ekoi.com-Gaspésien
- 2012 –  Équipe Cycliste Ekoï-Devinci
- 2016 –  Silber Pro Cycling
- 2017 –  Silber Pro Cycling
- 2018 –  Silber Pro Cycling

Bassett · Chrétien · Côté · Cowan · Jamieson · Jean · Masbourin · Roberge · Roth · Samuel · Soucy · Staples · Vandale · Zukowsky